# ジチアゾール
ジチアゾール(Dithiazole)は、2つの炭素原子、1つの窒素原子、2つの硫黄原子からなる不飽和の五員環から構成される複素環式化合物である。オキサチアゾロンの熱分解で生じるニトリルスルフィドをチオカルボニル等の反応種と反応させ、1,3-双極子付加環化反応により形成される。強酸により水素化されて、合成に有益な芳香族カチオンを与える。